# Cathariostachys
Cathariostachys är ett släkte av gräs. Cathariostachys ingår i familjen gräs.
Kladogram enligt Catalogue of Life:
| Cathariostachys | \| \| Cathariostachys capitata \| \| \| \| \| \| Cathariostachys madagascariensis \| \| \| \| |
|                 | \| \| Cathariostachys capitata \| \| \| \| \| \| Cathariostachys madagascariensis \| \| \| \| |
|                 | Cathariostachys capitata                                                                      |
|                 |                                                                                               |
|                 | Cathariostachys madagascariensis                                                              |
|                 |                                                                                               |